# Stefanie Teeuwen
Stefanie Teeuwen (* 12. August 1969; † 2023) war eine deutsche Eisschnellläuferin und Sportfunktionärin. Von 1985 bis 1997 gehörte sie der Nationalmannschaft an und errang in dieser Zeit insgesamt vier deutsche Meistertitel. Von 2016 bis 2019 war Teeuwen Präsidentin der Deutschen Eisschnelllauf-Gemeinschaft.

## Werdegang

### Aktive Zeit
Teeuwen begann ihre sportliche Entwicklung im nordrhein-westfälischen Grefrath, wo sie zunächst dem Grefrather Eissport-Club angehörte, ab 1992 dem neugegründeten Eisschnelllauf-Club Grefrath. Als Juniorin nahm sie in den 1980er Jahren regelmäßig an den bundesdeutschen Meisterschaften im Vierkampf teil und erreichte dort vordere Ergebnisse in ihrer jeweiligen Altersklasse. Mit 17 Jahren qualifizierte sie sich 1987 erstmals für die Junioren-Weltmeisterschaften, wo sie unter 39 Teilnehmerinnen den 27. Rang belegte. In den beiden folgenden Jahren wurde Teeuwen jeweils nationale Juniorenmeisterin, erreichte 1988 den neunten Rang bei der Junioren-WM und etablierte sich auch im Erwachsenenbereich als eine der stärksten bundesdeutschen Athletinnen: Im November 1989 war sie erstmals Teil des Weltcupteams, einen Monat später gewann sie über 500 Meter und im Vierkampf zwei deutsche Meistertitel.
Ab der Saison 1990/91 traten west- und ostdeutsche Eisschnellläuferinnen infolge der Wiedervereinigung in einem gemeinsamen Team an. Die ostdeutschen Sportlerinnen hatten in den vorherigen Jahren den internationalen Eisschnelllauf geprägt und nahmen auch im vereinten deutschen Team die führende Rolle ein. Bei den nationalen Meisterschaften blieb Teeuwen zumeist hinter Gunda Niemann, Heike Warnicke oder Claudia Pechstein zurück und gewann in den ersten drei Jahren nach der Wiedervereinigung nur noch eine weitere Medaille (Bronze 1991 über 5000 Meter hinter Niemann und Pechstein). Im Dezember 1991 erreichte Teeuwen mit einem zehnten Rang über 3000 Meter in Warschau ihr bestes Weltcupergebnis. Sie qualifizierte sich zwar für die Olympischen Winterspiele 1992, musste ihre Teilnahme aber nach einem im Training zugezogenen Leistenbruch absagen.
Vom Niederrhein wechselte Teeuwen im Juli 1993 zum ESC Erfurt, dem Verein, dem unter anderem Gunda Niemann und Anke Baier angehörten. Dort trainierte sie bei Gabriele Fuß, der langjährigen Betreuerin der Olympiasiegerin Niemann. Zu Beginn der Saison 1993/94 wurde Teeuwen – in Abwesenheit Niemanns und Pechsteins – deutsche Meisterin über 5000 Meter. Ein Jahr später wiederholte sie diesen Erfolg vor Anja Mischke, wobei die führenden Langstreckenläuferinnen dem Rennen erneut fernblieben. Die Teilnahme an den Winterspielen 1994 verpasste Teeuwen nach einem Bänderriss. Im Februar 1995 bestritt sie die letzten ihrer insgesamt 21 Weltcuprennen; in der höchsten Wettkampfserie des internationalen Eisschnelllaufs blieb ihr bestes Karriereergebnis ein zehnter Rang. Teeuwen ging im Dezember 1996 zum letzten Mal bei nationalen Meisterschaften an den Start, wo sie als Achte des Mehrkampfs klaren Rückstand auf die Medaillenplätze hatte. Zum Ende der Saison 1996/97 beendete sie ihre Karriere als Leistungssportlerin.

### Verbandstätigkeit
Nach dem Ende ihrer sportlichen Laufbahn engagierte sich Teeuwen weiterhin in der Deutschen Eisschnelllauf-Gemeinschaft (DESG). Über mehrere Jahre war sie zunächst Aktivensprecherin und nahm diese Rolle auch für das gesamte deutsche Olympiateam bei den Winterspielen 2002 ein. 2006 wurde Teeuwen zur DESG-Vizepräsidentin und damit zur ersten Stellvertreterin des Präsidenten Gerd Heinze gewählt.
Nach Heinzes Rücktritt im April 2016 folgte Teeuwen ihm zunächst kommissarisch im Amt und wurde wenige Monate später einstimmig auf der Mitgliederversammlung bestätigt. Teeuwen übernahm das Amt zu einem Zeitpunkt, an dem die deutschen Eisschnellläufer deutlich weniger erfolgreich waren als in den 1990er und frühen 2000er Jahren: Bei den olympischen Wettkämpfen 2014 war das Team erstmals seit Jahrzehnten ohne Medaille geblieben, ebenso bei den Einzelstreckenweltmeisterschaften 2016. Teeuwen gab die Rückkehr in die Weltspitze als Ziel aus. Die deutschen Eisschnellläufer blieben auch bei Olympia 2018 ohne Medaillen, woraufhin Sportdirektor Robert Bartko und Bundestrainer Jan van Veen zurücktraten. Im Winter 2018/19 äußerte Claudia Pechstein als erfolgreichste deutsche Athletin öffentlich scharfe Kritik an mangelnden Strukturen innerhalb des DESG und an schlechten Rahmenbedingungen für ihr Training, wofür Teeuwen wenig Verständnis zeigte. Am 7. November 2019 erklärte sie – einen Tag vor Saisonbeginn – ihren Rücktritt als Verbandspräsidentin, der als überraschend wahrgenommen wurde. Sie beklagte fehlenden Rückhalt innerhalb der DESG und persönliche Anfeindungen. Im Amt folgte ihr nach mehrmonatiger Vakanz Pechsteins Lebensgefährte und Betreuer Matthias Große.
Abseits ihres Engagements im Eisschnelllauf arbeitete Teeuwen als Managerin in der Uhrenindustrie. 2023 starb Teeuwen nach kurzer, schwerer Krankheit im Alter von 54 Jahren.